# Cosmasterias
Cosmasterias är ett släkte av sjöstjärnor. Cosmasterias ingår i familjen trollsjöstjärnor.
Kladogram enligt Catalogue of Life:
| Cosmasterias | \| \| Cosmasterias alba \| \| \| \| \| \| Cosmasterias dyscrita \| \| \| \| \| \| Cosmasterias felipes \| \| \| \| \| \| Cosmasterias lurida \| \| \| \| |
|              | \| \| Cosmasterias alba \| \| \| \| \| \| Cosmasterias dyscrita \| \| \| \| \| \| Cosmasterias felipes \| \| \| \| \| \| Cosmasterias lurida \| \| \| \| |
|              | Cosmasterias alba |
|              | |
|              | Cosmasterias dyscrita |
|              | |
|              | Cosmasterias felipes |
|              | |
|              | Cosmasterias lurida |
|              | |